# 이나촌 (시가현)
이나촌(稲村)은 일본 시가현 에치군에 설치되었던 촌이다. 현재의 히코네시의 남서부에 해당한다.